# رياض غريب
رياض عبد الحمزة عبد الرزاق غريب وهو سياسي عراقي ،وعضو مجلس النواب العراقي كما كان وزير البلديات العراقية سابقا ومحافظ كربلاء سابقا.وهو نائب عن دولة القانون ولد في سنة 1954 في بغداد حاصل على ماجستير في الإدارة هندسية.

## قضايا الفساد
في 14 شباط 2021 حكمت محكمة الجنايات في الكرخ بالحبس المشدد لسنتين استنادا لاحكام المادة 340 من قانون العقوبات بحق وزير البلديات والأشغال الأسبق رياض غريب جراء اخلاله بعقد نصب وتجهيز 17 معمل اسفلت بقيمة 25 مليون دولار في عام 2007.